# ميراندو تامين
ميراندو تامين (بالفرنسية: Medrano Tamen)‏ (29 مارس 1986 بالكاميرون - ) هو لاعب كرة قدم كاميروني في مركز الوسط. لعب مع صن شاين ستارز ونادي القطن ونادي إفياني أوباه وTiko United ‏.

## وصلات خارجية
- ميراندو تامين على موقع الاتحاد الدولي (مؤرشف)  (الإنجليزية)
- ميراندو تامين على موقع قاعدة بيانات كرة القدم.إي يو (الإنجليزية)